# ワークウェイ

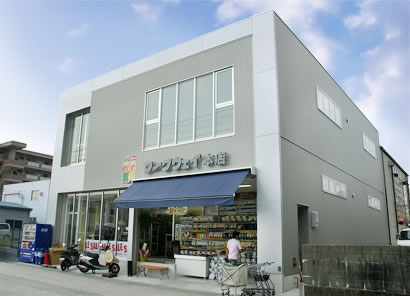
ワークウェイ 高知本店
高知市潮新町2-18-35

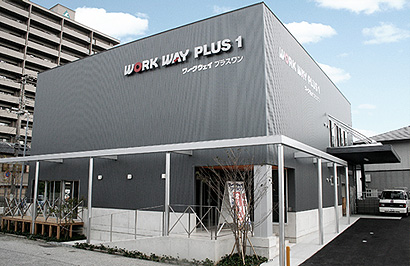
ワークウェイ プラスワン
高知市仲田町1-33

株式会社ワークウエイ（英: WORK WAY Co., Ltd.）は、高知県高知市を本拠に、主にユニフォーム、作業用品、カジュアルウェアの専門店として四国地方を中心に展開しているチェーンストアである。

## 概要
高知県・香川県・愛媛県において18店舗を擁し、土木現場・工場・一次産業向け作業服、オフィス・サービス・医療系ユニフォームや付随する用品を取り扱う大手専門店。アウトドア向けなどカジュアルウェアも扱う。プライベートブランドとしてメーカーとの共同開発による、こだわりシリーズ「働く良品」、価格特化型シリーズ「super price」を展開している。
2007年にオープンしたレディース商品に特化した「ワークウェイ プラスワン」の他、提案型ショールーム「ユニフォーム倶楽部 HARIMAYA BASE」、レディース専門ショップ「La.Suzuya」などがある。

## 所在地
- 本社 - 高知市百石町一丁目1番21号
- 高知本店 - 高知市潮新町二丁目18番35号

## 沿革
- 1977年 - 「スズヤ」として高知市で創業
- 1982年 - 「有限会社スズヤ」設立
- 1989年 - 「株式会社ワークウエイ」に商号を変更
- 1992年 - 「ワークアーミー」全国初のユニフォームとアウトドアの融合店を高知にオープン
- 1993年 - 愛媛県初出店
- 1996年 - 香川県初出店
- 2018年 - 12月25日、経済産業省「地域未来牽引企業」に選定される[3]。
- 2019年 - Yahoo!ショッピング初出店
- 2020年 - 2月10日、健康企業宣言（その後「銀の認定」を獲得[4]）。5月19日、感染防護具約7,000個を高知県に寄贈[5]
- 2021年 - 楽天市場初出店

## 社会貢献活動
- 2020年5月20日 - 高知県に防護具1万点を寄贈[6]
- 2021年1月16日 - 日曜市にマスク800枚寄贈[7]
- 2024年1月30日 - 近森病院（高知市）が身寄りのない患者ら支援[8][9]

## 広告
- TVCMに金村義明や、卯月麻衣、名雪佳代、松葉れいな、駒井まち、あつかんDRAGON等を起用したことがある。
- イベント「スーパーワークウェイ」には、ゲストに乃木坂46の元メンバー宮沢セイラ（宮澤成良）を招いた。
- 高知ファイティングドックス（対愛媛マンダリンパイレーツ戦）の冠試合「ワークウェイナイト」を開催（2019年8月18日）[10]。

## 仕入先
プライベートブランド以外にも多くのブランドを取り扱っている。店頭での品揃えは同業の中で日本最大級。
- アシックス
- ミズノ
- 自重堂
- クロダルマ
- ジーベック
- コーコス信岡
- 藤和
- 寅壱
- 丸五
- ショーワグローブ
- 東和コーポレーション
- アトム
- ロゴスコーポレーション
- 美濃屋
- 藤原産業
- ボンマックス
- セロリ
- オーキング他